# Дескати (дим)
Деска́ти (греч. Δήμος Δεσκάτης) — община (дим) в Греции. Входит в периферийную единицу Гревену в периферии Западной Македонии. Население — 5852 жителя по переписи 2011 года. Площадь общины — 431,638 квадратного километра. Плотность — 13,56 человека на квадратный километр. Административный центр — Дескати. Димархом на местных выборах в 2014 году избран Димитриос Карастерьиос (Δημήτριος Καραστέργιος).
В 2010 году по программе «Калликратис» к общине Дескати присоединена упразднённая община Хасия.

## Административное деление

Административное деление общины:
1 — Дескати
2 — Хасия

Община (дим) Дескати делится на 2 общинные единицы.